# Pierre-Pardoux Mathieu
Pour les articles homonymes, voir Mathieu.
 (septembre 2022).
Pierre-Pardoux Mathieu, né le 15 avril 1799 à Égliseneuve-des-Liards et mort le 13 mai 1880 à Clermont-Ferrand, est un professeur français, spécialisé dans les lettres classiques.

## Biographie
Né le 26 germinal an VII  (15 avril 1799) à Égliseneuve-des-Liards, Pierre-Pardoux Mathieu est professeur de lettres classiques dans les collèges d'Issoire (Saint-Louis), de Thiers, et enfin de Clermont-Ferrand (lycée Blaise Pascal), jusqu'en 1861. Il consacre ses premières études sur la pédagogie. En 1829, il publie un  « Traité classique des participes français ».
À partir de 1830, il consacre tous ses loisirs à l'histoire du Puy-de-Dôme, et surtout aux recherches archéologiques, notamment de la Combrailles.
Membre de l'Académie des sciences, belles-lettres et arts de Clermont-Ferrand dès 1835, il en est secrétaire, et y préside la commission chargée d'ériger à Gergovie un monument à la gloire de Vercingétorix ; il mène aussi pendant plusieurs années, et jusqu'en 1879, des fouilles au puy de Dôme. Il écrit plusieurs articles sur les voies romaines et l’oppidum de Gergovie.
Il rédige plusieurs études sur l’histoire de la famille de Murol et son château et consacre un petit ouvrage sur sa commune Égliseneuve-des-Liards.
Il meurt à Clermont-Ferrand le 13 mai 1880.

## Œuvres
- Traité classique des participes français, 1829.
- Notice sur Église-Neuve-des-Liards (Puy-de-Dôme) ; par P.-P. Mathieu, Extr. des « Annales Scientifiques, Littéraires et Industrielles de l’Auvergne », 1853, 24 p.
- Des colonies des voies romaines en Auvergne : Mémoire où sont exposées d'après les monuments, les origines et l'histoire primitive de la province, Clermont-Ferrand, Impr. F. Thibaud, 1857 (lire en ligne)
- Vercingétorix et son époque ; sujet de deux conférences faites au palais des Facultés de Clermont le 21 janvier et le 11 février 1870 à l'occasion du monument à ériger à sa mémoire sur la montagne de Gergovia, par P.-P. Mathieu ; Clermont-Ferrand, 1870.
- Histoire du château de Murol d'après le testament d'un châtelain, par P.-P. Mathieu, rééd. ACVAM 1910.